# Distrito de Atalaya
El distrito de Atalaya es una de las divisiones que conforman la provincia de Veraguas, situado en la República de Panamá.

## Historia
El pueblo de Atalaya se fundó entre 1614 y 1620 por fray Gaspar Rodríguez y Balderas, pero no fue hasta el 22 de septiembre de 1855 que se llegó a elevar como distrito. No obstante, en 1892 fue eliminado como distrito y se anexó como parte del distrito de Santiago.
No fue hasta 1936, que a través de la Ley 40 del 30 de diciembre que restituyó a La Atalaya como distrito. El 3 de abril de 1937 se hizo un acto de inauguración del distrito, en el que estuvo presente el presidente Juan Demóstenes Arosemena, y esa fecha es considerada como la fundación actual del distrito de Atalaya.

## División político-administrativa
Está conformado por cinco corregimientos:
- Atalaya
- El Barrito
- La Montañuela
- San Antonio
- La Carrillo